# 外廚增十
長蛇座9，又名BD-15 2554，HD 74137、SAO 154552、HR 3441，是長蛇座的一颗恒星，视星等为4.88，位于銀經240.63，銀緯15.71，其B1900.0坐标为赤經8h 37m 4.9s，赤緯-15° 15.71′ 2″。